# Carlos Martínez-Barbeito
Carlos Martínez-Barbeito y Morás (La Coruña, 1913-ibídem, 10 de abril de 1997) fue un escritor español.

## Biografía
Carlos Martínez-Barbeito nació en La Coruña en 1913. Fue nieto del historiador Andrés Martínez Salazar, e hijo de la escritora María Barbeito. Cursó estudios de Filosofía y Letras y de Derecho en la Universidad de Santiago de Compostela, donde conoció a Federico García Lorca en una visita que hizo a Galicia. Este encuentro lo convenció de la conveniencia de trasladarse a Madrid, donde se doctoró en Derecho y contactó con los principales intelectuales de la época.
Tras la Guerra Civil, trabajó como crítico literario en Radio Nacional de España en Barcelona y fue secretario general de la Metro-Goldwyn-Mayer en España. Retornó a Madrid, donde desempeñó cargos relacionados con la cultura en Televisión Española. En 1968 fue designado director del Museo de América, en Madrid, cesando en 1980. Regresó a La Coruña, donde fue presidente de la Real Academia Gallega de Bellas Artes, entre 1984 y 1988.
Fue un gran bibliófilo, y llegó a reunir 13.000 volúmenes. Da nombre a una calle de La Coruña.
En 1946 se casó con Ana María Álvarez de Sotomayor y Castro, hija del pintor Fernando Álvarez de Sotomayor.

## Obras

### Novelas
- El bosque de Ancines (1947)
- Las pasiones artificiales (1950)

### Poemas
- Cuartilla (1932)

### No ficción
Ensayos
- Consideraciones sobre lo humano, lo clásico y lo lírico en la poesía de Lope de Vega (1940)
- Unos parentescos insospechados (entre Rosalía de Castro, Concepción Arenal y Emilia Pardo Bazán) (1950)
- Macías el Enamorado y Juan Rodríguez del Padrón (1951)
- Galicia (1957), Editorial Destino, fotografías de Ramón Dimas
- Noticia genealógica de D. José Cornide (1959)
- Informaciones genealógicas del Archivo Municipal de La Coruña (1959)
- Escudos reales, municipales y nobiliario de La Coruña y su tierra (1967)
- Vida y leyenda de San Pedro de Mezonzo (1968)
- Colmeiro (1975)
- Mariñán; San Salvador de Bergondo; Bergondo (1978)
- Torres, pazos y linajes de la provincia de La Coruña (1978), 434 páginas
Torres, pazos y linajes de la provincia de La Coruña (1986), que corrige, amplía (807 páginas) y elimina algunos artículos con respecto a la anterior edición
- El auto gallego en la historia, en los tratadistas y en la práctica forense (1984)
- El escudo de La Coruña (1985)
- Historias de familia: (Líneas Reales) (1990)
- Bibliografía gallega de genealogía y heráldica (1995)
- La Coruña a vista de gaviota y a ras de tierra (1998), editado póstumamente con fotografías de Carlos Picallo

## Premios
- Finalista del Premio Nadal (1945), por El bosque de Ancines
- Finalista del Premio Nadal (1948), por Las pasiones artificiales

## Adaptaciones
- El bosque del lobo (1971), película dirigida por Pedro Olea, basada en la novela El bosque de Ancines